# Гледачево
Гледàчево е бивше село в Южна България, община Раднево, област Стара Загора.

## География
Към днешно време землището на селото попада изцяло в мини Марица-изток. Багери изкопават селото от 2001 до началото на 2009 г., когато останалата южна част е заличена.

## История
До 1906 г. селото се нарича Куфалчево. Предполага се, че името Гледачево се мотивира от факта, че турчинът, управлявал селото преди Освобождението, имал наблюдателна кула, от която гледал към земите си. На 17 март 1982 г. е взето решение за изселването на село Гледачево (по това време населявано от около 1000 души), което трябва да завърши към края на 1987 г. На жителите са предоставени обезщетения и е позволено да се заселят в съседните градове Раднево и Гълъбово.

## Население
| 1934 | 1946 | 1956 | 1965 | 1975 | 1985 | 1992 |
| ---- | ---- | ---- | ---- | ---- | ---- | ---- |
| 1089 | 1163 | 1149 | 1146 | 1023 | 478  | 329  |
| 1994 | 1996 | 1998 | 2000 | 2005 | 2010 | 2015 |
| 279  | 249  | 209  | 167  | 0    | 0    | 0    |

## Археология
В средновековното селище от последната четвърт на 12 век от палеоорнитолога проф. Златозар Боев по костни останки са установени посевна врана (Corvus frugilegus) и домашна кокошка (Gallus gallus f. domestica). От доц. Георги Рибаров са намерени и останки от изчезналия тур (Bos primigenius), както и от благороден елен (Cervus elaphus), сърна (Capreolus capreolus) и още 8 вида диви и домашни бозайници.